# Abbaye Notre-Dame de Bellecombe
La communauté de moniales de l'abbaye de Bellecombe fut créée avant 1148, et s'est installée à Bellecombe, près d'Yssingeaux dans les montagnes du Velay soixante ans après sa création.

## Création
L'historiographie traditionnelle, et notamment la Gallia Christiana, avance la date de 1148 pour la fondation de Bellecombe ; elles se fondent toutes sur une bulle d'Eugène III accordant l'exemption à l'abbaye et confirmant ses possessions. Selon Pierre Cubizolles cette fondation serait antérieure à 1133. Il existe une référence insérée à la fin d'une charte éditée dans le cartulaire de Chamalières. Son texte est celui d'une copie tardive (XIIe-XIIIe ?) d'une charte rédigée entre 1021 et 1038 dont la dernière phrase signale (il s'agit d'un ajout tardif qui ne date pas du XIe siècle) que la terre donnée au début du XIe siècle à Chamalières par cet acte a été depuis lors échangée avec le sanctuaire de Bellecombe (hec terra fuit commutata cum sanctimonialis Belacumbe). Ce document composite ne permet donc pas de conclure que l'abbaye de Bellecombe existe dès le XIe siècle. Rien ne permet de considérer que l'abbaye de Bellecombe ait pu être fondée avant le XIIe siècle. Les premières moniales cisterciennes connues sont celles de abbaye de Tart qui s'installent en ce lieu vers 1125 et n'obtiennent la protection de l'abbé de Cîteaux, Étienne Harding qu'en 1132.
Traditionnellement, c'est la maison de Chalencon, et notamment, Bertrand Ier, évêque du Puy de 1198 à 1213 avant d'être enterré dans l'abbaye, que l'historiographie a considérée comme première bienfaitrice de l'abbaye de Bellecombe. Les recherches récentes tendent à prouver qu'il y a eu confusion. En effet, il semble que l'évêque du Puy soit apparenté aux Chalencon du Vivarais, et non à ceux du Forez; Ces derniers seraient donc les véritables fondateurs de Bellecombe ; ou du moins ses bienfaiteurs au moment du passage au cistercianisme, puis au cours notamment du XIIIe siècle.
À cette époque — une vingtaine d'années après le début de l'abbaye cistercienne de Mazan — l'ordre de Cîteaux commençait à fonder des monastères pour les femmes. L'abbaye de Bellecombe était l'une des quatre abbayes de moniales cisterciennes filiales de l'abbaye de Mazan ; les trois autres étant Mercoire en Gévaudan, Sauve-Bénite et Clavas en Velay.
Le premier lieu pour cette communauté fut choisi sur une terre donnée par la famille de Chalencon. Mais l'endroit se trouve sur le côté nord au pied du Suc-Ardu, également appelé Suc de l'Église, dans un des vallons perdus au milieu des sucs (ou pitons) volcaniques de la montagne du Meygal. L'emplacement s'avéra rapidement trop ardu : climat trop froid, approvisionnement compliqué par un trop grand éloignement de tout centre d’habitation, et un cours d’eau à proximité qui s'avéra insuffisant pour le fonctionnement d’un moulin — un élément favori des cisterciens. De plus l'isolement du lieu mettait les moniales, leurs servants et leurs visiteurs à risque. Dom Estiennot écrivit que « les loups et autres bêtes sauvages dévorent parfois les familiers, les serviteurs et les servantes », ce qui en langage de l'époque signifiait la menace de gens mal-intentionnés laissant les bêtes sauvages finir leur besogne. Les ruines encore présentes en ce lieu indiquent un établissement d'une superficie assez restreinte.
Cependant, avant que la communauté fût relogée en un endroit plus propice, la première prieure demanda et obtint une bulle du pape Eugène III (1145 – 1153) ratifiant le droit d'exemption, la confirmation des possessions données au monastère, et l’allégeance directe au pontife. Cette bulle fut donnée à Rheims au nones d'avril de 1148.
En 1209, environ soixante ans après sa fondation et sur la demande de Bertrand de Chalencon, alors évêque du Puy (1202 - 1213), le monastère fut transféré à trois ou quatre kilomètres du Suc-Ardu dans un lieu nommé Bellecombe, lui-même situé à seulement 5 km d'Yssingeaux (à l'époque un lieu d'habitation important).
Ce nouveau lieu était bien abrité des vents du nord, dans un climat plus doux. Un petit ruisseau y coule toujours et, sur le versant de la colline, quantité de sources pourvoyaient aux besoins des religieuses.

## De prieuré en abbaye
La vie quotidienne devint plus facile et moins dangereuse dans le nouveau lieu. En reconnaissance de son aide, cet évêque fut inhumé dans l'église abbatiale dédiée à la Vierge et à saint Clair, en décembre 1213.
Le prieuré recrutait ses religieuses surtout parmi la noblesse. La vie monastique y était complétée par l'éducation des jeunes filles et les soins aux malades et nécessiteux. À cause de cette œuvre d'éducation, le monastère en vint à être parfois appelé « l'Université de Bellecombe ». Il est cité ainsi dans les archives ecclésiastiques de Haute-Loire lors de la mention d'un achat en l'année 1500 d'une rente annuelle de 5 livres tournois, vendue par Louis Trenchart, écuyer, seigneur du Brignon et de la Blache.
L'abbaye reçoit un soutien constant de la maison de Polignac, notamment quand en 1256 Aigline-Aspasie devient abbesse de Bellecombe. Devenu abbaye en 1256 sous cet abbatiat, il ne cessa de prospérer — de sorte qu'il a peut-être été à l'origine de la fondation des abbayes de la Séauve-Bénite et de Clavas.
1505 : après une année de famine en 1503, suivie en 1504 d'une année de sécheresse qui amoindrit si grandement les récoltes que le prix du blé passa de deux ou trois sols à plus de vingt sols la mesure ordinaire, des bandes de gens affamés assiégèrent le monastère à plusieurs reprises. L'abbesse Marie demanda secours au pape. Jules II écrivit à l'abbé de Doue, de l'Ordre de Prémontré, et au prieur de Viaye, de l’Ordre de Grandmont ; leur enjoignant de protéger l'abbaye de Bellecombe au mieux de leur possible contre les pillards qui la dévastaient. C'est en 1505, la troisième année de son pontificat, que le pape Jules II nomma par une bulle donnée à Ostie, l’abbé de Doué et le prieur de Viaye protecteurs de l'abbaye.
Après le Moyen Âge les moniales sont parfois appelées « bernardines », à tort puisque Saint Bernard n'est ni leur fondateur ni leur réformateur.
Louise de Molette de Morangiès, fille de Charles, marquis de Saint-Alban, et de Marguerite-Félicie de Montmorency, professe à l'abbaye cistercienne de Mercoire en Gévaudan, devint abbesse de Bellecombe le 1er novembre 1694. Elle fit refaire la porte abbatiale et restaurer les bâtiments. Il semble que les religieuses avaient relâché leurs coutumes, puisqu'il est noté qu'elle rétablit également l'observance de la règle cistercienne.
Le 12 février 1790 on annonça aux religieuses qu'elles sont libres de par la loi et qu'elles peuvent quitter le monastère ; aucune d'entre elles ne partit.
L'inventaire des biens immobiliers réalisé à l'époque, mentionne notamment dix cellules de moniales, un appartement pour l'abbesse, un pour l'aumônier, quatre chambres pour l'hôtellerie, d'autres chambres pour les pensionnaires, et la salle capitulaire.
Fin 1792 les moniales furent évacuées de force par un détachement de gardes nationaux. Prévenues à temps elles abandonnèrent les lieux où elles avaient vécu et prié, et se réfugièrent chez des paysans des environs.
De nos jours le monastères est en ruines mais le bâtiment des communs est encore habité. On peut y voir deux échauguettes – une à chaque extrémité. Un gîte faisant également chambre d'hôte y a été créé. Il a fermé récemment.

## Les ressources de l’abbaye de Bellecombe
Les possessions du monastère incluent des biens immobiliers et des rentes, à la suite de dons autant (voire plus) que par des achats. On trouve aussi des paiements de services divers : prises en charge d'enfants, prières… :

### Dons
Le premier de ces dons, déjà cité, fut celui par la famille de Chalencon des terres allouées au premier établissement du monastère au pied du Suc-Ardu - avant que la communauté devienne une abbaye. D'autres donations de biens importants furent certainement faites, mais également de nombreuses donations de moindre envergure telles que celles-ci :

1121 : Un certain Étienne donne aux moines de Chamalières, pour le salut de Léotard, son père, et de Galberte, sa mère, une étendue de terre et la moitié du mont Gouyon près Tence ; peu de temps après, les moines de Chamalières échangent ces propriétés avec les religieuses de Bellecombe.

1231 : Guillaume de Chapteuil, clerc, lègue 100 sous au monastère de Bellecombe. Étienne Bertrandi, chanoine de Saint-Vosy, fait également un legs au monastère.

1252 : Pierre Avellane, du Puy, fait un legs au monastère de Bellecombe.

1255 : Robert Railn, clerc de l'église du Puy, fait un legs au monastère de Bellecombe.

1320 : Béraud du Béage, chanoine des églises du Puy et de Viviers, fait un legs au monastère.

1325 : Bertrand Chandos, clerc de l'église du Puy, fait un legs au monastère de Bellecombe.

1333 : Catherine de Saint-Marcel, veuve de Dalmas Rocel, bourgeois du Puy, lègue par testament une donation au monastère. Dom Étienne Hugonet, prieur au prieuré de Chamalières, lègue en son nom et au nom de Révérend Dom Héracle, abbé du monastère de Saint-Chaffre, une quarte et quart de seigle, mesure de Rosières, pour l'abbesse de Bellecombe.

### Paiements de services
Entre 1184 et 1190 un pâtissier de Saint-Chaffre nommé Pimenta décéda en laissant une fille unique qu'il avait recommandé aux moines de placer comme religieuse dans un couvent. Le monastère de Chamalières la prit à sa charge, la plaça à l'abbaye de Bellecombe et donna pour son admission trois setiers de blé et deux sous de cens annuel à prendre sur la maison d'Adiac, paroisse de Beaulieu.

### Achats de biens
En 1238 la prieure achète de Pierre de Monetère et Hugon, son fils, avec l’autorisation d’Étienne, évêque du Puy, la manse de Bélistar, près d’Araules et quelques autres propriétés que nous ne connaissons pas. [réf. souhaitée] 

À ces premières possessions vinrent s’ajouter dans le même siècle, plusieurs manses[réf. souhaitée] : 

1238 : La terre d’Adiac entre Rosière et Beaulieu. 

1250 : le Bouchet et la Besse, dans la paroisse d’Yssingeaux. 

1256 / 1259 : Vazeille et Montaigu. 

1272 : sallelas. 

1282 : les fiefs de Verots et de Rosière. 

Courcoule, en face de Bellecombe. 

Monteillet d’Aura. 

1303 : Bonas, près de Saint-Jeure.

## Les prieures et abbesses connues de l’Abbaye
- XIIe, Prieure : Élisabeth.
- XIIIe, début, Prieure : Jousserande.
- XIIIe, Prieure : Marie d’Anduse.
- XIIIe, Prieure : Hermenne.
- XIIIe, milieu, Prieure : Béatrix.
- XIIIe, Abbesse : Aigline-Aspasie de Polignac (première abbesse).
- XIIIe, Abbesse : Alazatia, sive Alsassia seu Alaiz de Bouzols.
- 1284, avant, Abbesse : Béatrix, nommée Abbesse de la Séauve début de cette année.
- 1287, vers, Abbesse : Blanche de Bas.
- 1291, vers, Abbesse : Amphélise de Chazal ou Chazeaux.
- 1303, vers, Abbesse : Isabelle du Tournel.
- 1310, vers, Abbesse : Isabelle I du Tournel.
- 1328-1358, vers, Abbesse :Hyselle du Tournel, de Tornello.
- 1360, vers, Abbesse : Jeanne d’Anduse.
- 1367, Abbesse : Suzanne des Monts, de Montibus.
- 1383, Abbesse : Isabelle de Pradelles.
- 1385-1395, Abbesse : Isent II du Tournel.
- 1410, vers, Abbesse Catherine de Rochefort.
- 1429, Abbesse : Marquèse de Saint-Vidal.
- 1430, vers, Abbesse : Anne de Crussol.
- 1430, vers, Abbesse : Marguerite de Saint-Priest.
- 1460, Abbesse : Catherine II de Crussol.
- 1474, Abbesse : Briansone de Lavieu, de Laviaco.
- 1505, vers, Abbesse : Maria.
- 1513-1519, Abbesse : Catherine III du Monestier.
- 1557, avant, Abbesse : Françoise I de la Tour Saint-Vidal.
- 1562-1602, vers Abbesse : Françoise II de la Tour Saint-Vidal.
- 1609, vers, Abbesse : Claire de la Forêt-Bulhon.
- 1666, avant, Abbesse : Jeanne de la Forêt-Bulhon.
- 1694, Abbesse : Louise de Molette-Morangier.
- 1720-1743, vers, Abbesse : Magdeleine de Chastel de Condres.
- 1745, vers, Abbesse : Jeanne de Gayardon de Grézolles.
- 1772, Abbesse : Jacquette de Gayardon de Grézolles.
- -- Françoise-Genevieve de Mouchet.
- 1782-1788, vers, Abbesse : Angélique-Alexandrine de Busseul.
- 1790, vers, Abbesse : Marie-Rose de Retz [ la dernière Abbesse se retira ensuite auprès de Mme de Chavagnac, mère du général de la Fayette ].

## Les noms des dernières religieuses de l’abbaye - octobre 1792
Il y en avait 11 : 

Mme de Retz, abbesse ; 

De Lissac, 

De Châteauneuf, 

De Romeuf, 

De Beaufort, de Chastel, 

De Bouiller, du Verger, 

De Rochemure, 

De Saint-Fol, 

De Pozols.